# هادي عباس
هادي عباس (1915 ببغداد في العراق - ) هو مدرب كرة قدم ولاعب كرة قدم عراقي في مركز الهجوم. لعب مع نادي القوة الجوية.